# Hrib
Hríb je srednje visoka vzpetina na zemeljskem površju, višja od griča in nižja od gore, ki ima na terenu enega ali več topografskih vrhov. Hrib nastane, ko gorovje navadno polagoma prehaja v nižino. Vrhovi in slemena so vedno nižji in manj strmi.
Kjer se vrhovi ne dvigajo več kot 200 do 500 m relativne nadmorske višine nad okolico, tako obliko zemeljskega površja imenujemo hrib. Več hribov povezanih v zaključeno celoto je hribovje.

## Hribovja ter nižja pogorja in višavja v Sloveniji
Spodnji seznam nima zveze z definicijo hrib ampak predstavlja poljuben seznam poimenovanj hribov(ja) v Sloveniji!
| Pokrajina  | Ime                                                                                    | Najvišji vrhovi | Pokrajina | Ime | Najvišji vrhovi |
| ---------- | -------------------------------------------------------------------------------------- | --- | --------- | --- | --- |
| Alpe       | Cerkljansko hribovje                                                                   | Porezen (1630 m) | Dinaridi  | Idrijsko hribovje | Planinca (1170 m) |
| Alpe       | Škofjeloško hribovje (Loško pogorje)                                                   | Ratitovec (1678 m); Blegoš (1562 m) | Dinaridi  | Krimsko oz.Krimsko-Mokriško hribovje in Menišija | Krim (1107 m), Mokrec (1058 m); Ljubljanski vrh (819 m) |
| Alpe       | Šmarna gora in Rašica (Šmarnogorsko-Rašiški hribi)                                     | Grmada (676 m); Rašica (647 m) | Dinaridi  | Trnovski gozd in Banjšice/Banjška planota in Lokovška planota                                                                                                 | Golaki /Mali Golak (1495 m) Lašček in Veliki vrh (1071 m) |
| Alpe       | Konjiška gora / Vitanjsko-Konjiško hribovje                                            | Stolpnik (1012 m) | Dinaridi  | Nanos in Hrušica | Suhi vrh (1313 m); Debeli vrh (1301 m); Srednja gora (1275 m); Črnjavški in Streliški vrh (po 1265 m); Pleša (1262 m) |
| Alpe       | Pohorje                                                                                | Črni vrh (1543,5 m); Velika Kopa (1543 m); Rogla (1517 m), Veliki vrh (1344 m) | Dinaridi  | Sveta Gora, Škabrijel in Sabotin | Sveta Gora (Skalnica, 681 m); Škabrijel (646 m); Sabotin (609 m) |
| Alpe       | Bohor (in Kozjansko)                                                                   | Veliki Javornik (1024 m) | Dinaridi  | Kanalski Kolovrat /Kambreško hribovje | Kuk (1243 mnm); Korada (tudi Kobalar, 812 m) |
| Alpe       | Bočko pogorje, Donačka gora, Macelj                                                    | Boč (978 m); Donačka gora (Rogaška gora) (884 m) | Dinaridi  | Javorniki | Dedna gora (1293 m); Debeli vrh (1273 m); Veliki Javornik (1268 m); Škodovnik (1260 m), Strgarija (1254 m), Suhi vrh (1241 m), Veliki Kožljek (1240 m); Mali Javornik (1219 m) |
| Alpe       | Kozjansko hribovje /Šentjursko hribovje?                                               | | Dinaridi  | Slivnica | Velika Slivnica (1114 m); Medvednica (1024 m) |
| Alpe       |                                                                                        | | Dinaridi  | Racna gora | Petelinjek (1212 m); Racna gora (1140 m); Jelenji vrh (1137 m) |
| Alpe       | Čemšeniška planina                                                                     | Črni vrh (1205 m) (3. Tolsti vrh 1170 m) | Dinaridi  | Črni hribi (slovenski Kras) | Trstelj (643 m) |
| Alpe       | Golte in Smrekovško pogorje                                                            | Boskovec (1587 m), Ojstri vrh (1584 m), Medvedjak (1563/73? m), Smrekovec (1550 m) | Dinaridi  | Brkini (Brkinsko hribovje) in Vremščica | Velika Vremščica (1027 m); Kozlek (997 m); Sveti Socerb (Artviže, 817 m) |
| Alpe       | Strojna ?                                                                              | 1055 m? | Dinaridi  | Slavniško pogorje/Čičarija in Socerbska planota | Razsušica (1083 m); Slavnik (1028 m); Grmada (1001 m); Veliko Gradišče (741 m) |
| Alpe       | Šentviška gora/planota                                                                 | Veliki vrh (1071 m) | Dinaridi  | Snežnik (gorski masiv in planota) | Veliki Snežnik (1796 m); Mali Snežnik (1694 m); Travica (1503 m); Planinc (1490 m), Ždrocle (1478 m); Zatrep (1458 m) |
| Alpe       | Kozjak (tudi Kobansko)                                                                 | Kapunar (1050/1052 m) | Dinaridi  | | |
| Alpe       | Paški Kozjak                                                                           | Basališče (1272 m); Špik (1109 m) | Dinaridi  | (Ribniška) Mala gora (in Kočevska mala gora) | Stene Sv. Ane in Črni vrh (963 m); (Sv. Ana, 932 m); Špičnik (926 m) |
| Alpe       | Posavsko hribovje                                                                      | na levem bregu/severno od Save: Čemšeniška planina (1205 m) - Mrzlica (1122 m) - Javor (1131/3 m) - Homič (1082 m) - Kozlova gora (Veternik, 1027 m) - Bohor (1024 m) - Veliko Kozje (993 m) - Zasavska (sveta) gora (852 m) - Lisca (948 m) - Vetrnik (709 m) na desnem bregu/južno od Save: Kum (1220 m) Vodena peč (1070 m) Rodež/Orljek (889 /895 m) Jatna (862 m) Ostrež/Preveški hrib (856 /872 m) Janško hribovje (794 m) Kucelj (748 m) Žamboh/Kleviška špica (738 /791 m) | Dinaridi  | Velika gora (s Travno goro) in Stojna/Kočevsko | Turn (1254 m); Rezinski vrh (1231 m); Črni vrh (1172 m); ?? (1163 m); Ledenik (1072 m); Veliki vrh (1153 m); Petelinji vrh (1140 m); Slovenski vrh (1040 m); Mestni vrh (1034 m); Ložinski vrh (927 m); Peščenik (872 m)                                                                                |
| Alpe       | Matajur in Kolovrat (hribovje) ter Beneško hribovje (pri Breginju, večinoma v Italiji) | Mrzli vrh (1358 m); Matajur/Monte Maggiore (v Italiji - 1642 m) | Dinaridi  | Potočansko-Goteniško hribovje (Goteniška gora, Travljanska, Borovška gora) \| Racna gora \| Petelinjek (1212 m); Racna gora (1140 m); Jelenji vrh (1137 m) \| | Goteniški Snežnik (1289 m); Debeli vrh (1255 m); Barnik (1234 m), Cerk (1192 m); Borovška gora ima še vrhove: 1084, 1075, 1067 m), Goteniški vrh (1157 m), Mož (1125 m), Krokar (1122 m), Škol (1087 m), Votla luknja (1079 m), Kameni zid (1077 m); Travljanski vrh (1063 m), Beliški vrh (1059 m) itd |
| Alpe       | Stol /Gran monte                                                                       | (Stu, 1673 mnm) | Dinaridi  | Suha Krajina-južno Posavsko hribovje | |
| Alpe       | Rovtarsko hribovje (Logaško-Žirovske Rovte)                                            | Vrh sv. Treh Kraljev (884 m) | Dinaridi  | Raduljsko hribovje (gričevje) tudi Mirnsko-Raduljsko hribovje na Dolenjskem                                                                                   | Pri turnu (605 m) |
| Alpe       | Polhograjsko hribovje                                                                  | Tošč (1021 m); Pasja ravan (1020 m); (Grmada: 899 m) | Dinaridi  | Kočevski rog (Kočevsko višavje) in Poljanska gora (Debeli vrh, 864m)                                                                                          | Veliki rog (1099 m); Kopa (1077 m); Kroglišek (1054 m), ?? (1051 m); Mirna gora (1047 m); Golobinjek (1036 m); ?? (1025 m); Vinica (1020 m); Škrilje (1012 m); Bezgova gorica (1009 m); Mali Rog (981 m); Pečka (910 m)                                                                                 |
| Alpe       |                                                                                        | | Dinaridi  | Gorjanci | Trdinov vrh (1178 m); Logarjev kogel (1115 m), Krvavi kamen/Sv. Miklavž (964 m); Sleme (946 m); Pirčev hrib (934 m); Suhi vrh (918 m); Peščenik (846 m); Veliki Lipovec (818 m) |
| Racna gora | Petelinjek (1212 m); Racna gora (1140 m); Jelenji vrh (1137 m)                         | |           | | |

Opomba: Regionalizacija Slovenije je neuradna, je razmišljanje Draga Perka v referatu Regionalizacija Slovenije